# Zdeněk Klanica
Zdeněk Klanica (Troubsko, 1938. november 28. – 2014. július 29.) cseh régész, kommunista párti politikus, képviselő. Elsősorban szláv régészettel foglalkozott, több (nemzetközi) nagymorva kiállítás és monográfia szerzője.

## Élete
Mikulovban érettségizett, majd a brünni Jan Evangélista Purkyně Egyetemen (ma Masaryk Egyetem az intézmény neve) szerzett diplomát 1960-ban. A Csehszlovák Tudományos Akadémia Régészeti Intézetében kezdett tudományos asszisztensként dolgozni. 1960–1990 között Mikulčice feltárásán vett részt, 1963-tól helyettesként, 1975-től az ásatás vezetőjeként. Ásatásokat végzett többek között Nechvalín, Mutěnice, Prušánky lelőhelyeken is. Politikai okokból 1989 után eltávolították.
1989 után politikai vonalon is aktív lett, 1992-től a kommunista párt színeiben bekerült a föderatív parlamentbe, egészen Csehszlovákia széteséséig. 1996-ban és 1998-ban ismét képviselő lett. Az alsóházban 2002-ig volt jelen. 2004-ben indult az európai parlamenti választáson is. Egy időben a Kommunista Párt helyettes elnöke is volt.
2009-ben a Dél-morvaországi Kerület Díjával tüntették ki.

## Főbb művei
- 1974 Práce klenotníků na slovanských hradištích. Praha
- 1986 Počátky slovanského osídlení našich zemí. Praha
- 1997 Pravěk a středověk Ždánicka. Brno. (társszerzők Stanislav Stuchlík és Zdeněk Měřínský)
- 2002 Tajemství hrobu moravského arcibiskupa Metoděje. Praha. ISBN 8085523876
- 2006 Nechvalín, Prušánky - Čtyři slovanská pohřebiště. Brno
- 2009 Počátky Slovanů. Praha. ISBN 9788025452981